# Iké Ugbo
Iké Dominique Ugbo, né le 21 septembre 1998 à Lewisham, dans le Grand Londres, est un joueur international canadien de soccer qui évolue au poste d'attaquant à Sheffield Wednesday.

## Biographie
Ugbo est né à Lewisham, dans le Grand Londres. Il est d'origine nigériane.

### Carrière en club

#### Chelsea FC (2017-2021)
Ike Ugbo signe, son premier contrat professionnel à Chelsea en 2015, après 10 années passées dans les équipes junior du club. Il n'est cependant toujours pas apparu en équipe première, et enchaîne les prêts, dans les divisions inférieures comme à l'étranger.

#### Nombreux prêts (2017-2021)
Le 17 juillet 2017, Ugbo est envoyé en prêt à Barnsley. Il joue son premier match en professionnel face à Bristol City le 5 août. Son prêt est cependant rompu le 3 janvier 2018 par manque de temps de jeu.
Le lendemain de sa rupture de prêt, Ugbo signe au MK Dons pour un nouveau prêt.

#### Départ au KRC Genk et prêt puis à Troyes (depuis 2021)
Le 25 août 2021, Ugbo est transféré au KRC Genk après avoir passé la dernière saison en prêt dans le championnat belge avec le Cercle Bruges où il inscrit dix-sept buts en trente-quatre rencontres. Il participe à sa première rencontre avec sa nouvelle équipe seulement quelques jours plus tard, le 29 août, et inscrit le seul but de la rencontre peu après son entrée en jeu.
Lors du marché des transferts hivernal, il rejoint l'ESTAC Troyes en prêt avec option d'achat le 31 janvier 2022. Il est titularisé en pointe de l'attaque troyenne pour sa première rencontre en Ligue 1 le 13 février suivant dans une cinglante défaite (5-1) face au Stade brestois 29. En déplacement à Rennes une semaine plus tard, l'ESTAC s'incline de nouveau (4-1) mais Iké Ugbo inscrit son premier but en Ligue 1 avec la formation troyenne. Au cours de son passage à Troyes, il inscrit cinq buts en quatorze rencontres. Ce bilan prometteur convainc alors l'ESTAC de le recruter définitivement, transfert qui est officialisé le 4 août 2022.

### Carrière internationale
Iké Ugbo représente l’équipe nationale masculine du Canada depuis le 4 novembre 2021 après un transfert au sein de l’association canadienne en prévision de la ronde finale de qualification de la CONCACAF pour la Coupe du monde de la FIFA en 2022,,.
Le 13 novembre 2022, il est sélectionné par John Herdman pour participer à la Coupe du monde 2022.